# مایکل مدوین
مایکل مدوین (انگلیسی: Michael Medwin؛ زادهٔ ۱۸ ژوئیهٔ ۱۹۲۳ – درگذشته ۲۶ فوریه ۲۰۲۰) یک هنرپیشه و تهیه‌کننده اهل بریتانیا بود.
از فیلم‌ها یا برنامه‌های تلویزیونی که وی در آن نقش داشته است می‌توان به کنتسی از هنگ‌کنگ، دکتر در دریا، آنا کارنینا، چهار نفر در یک جیپ، آن‌سوی آینه و ای مرد خوش‌شانس! اشاره کرد.